# Falkwiller

Falkwiller este o comună în departamentul Haut-Rhin din estul Franței. În 2009 avea o populație de 192 de locuitori.

## Evoluția populației
| An        | 1975 | 1982 | 1990 | 1999 | 2006 | 2009 |
| --------- | ---- | ---- | ---- | ---- | ---- | ---- |
| Populație | 158  | 175  | 174  | 178  | 201  | 192  |